# Wierzbick
Wierzbick – wieś w Polsce położona w województwie kujawsko-pomorskim, w powiecie lipnowskim, w gminie Lipno.

## Podział administracyjny
W latach 1975–1998 miejscowość administracyjnie należała do województwa włocławskiego.

## Demografia
Według Narodowego Spisu Powszechnego (III 2011 r.) wieś liczyła 267 mieszkańców. Jest 21. co do wielkości miejscowością gminy Lipno.

## Zabytki
Według rejestru zabytków NID na listę zabytków wpisany jest zespół pałacowy z lat 1880-1890:
- pałac wybudowany z drugiej połowie XIX w., przebudowany w 1920
- park.